# Булькіза
Булькіза (алб. Bulqizë) — місто на півдні Албанії в області Берат, центр однойменного округу.

## Історія
Вперше місто згадується 1467 року. 1948 року поблизу міста знайдено поклади хрому, а 1950 року, за допомоги СРСР, почався його видобуток. Було збудовано фабрику для подрібнення руди. 1991 року виробництво зупинилося.